# Chiesa di San Cannato
La chiesa di San Cannato (in francese église de Saint-Cannat) è una chiesa cinquecentesca di Marsiglia, situata nella place des Prêcheurs, presso la via de la République e vicino al Porto vecchio. Fu fondata dai domenicani e venne dedicata a san Cannato, vescovo di Marsiglia alla fine del V secolo.
La chiesa è stata dichiarata monumento storico nel 1926.

## Storia
I domenicani erano giunti a Marsiglia nel 1225, installandosi in un primo convento nella periferia della città, presso la via d'Italie (hôpital di Saint-Michel des Ytiers), che doveva essere situato presso l'odierna piazza Jean-Jaurès.
Carlo III di Borbone, all'epoca al servizio dell'imperatore Carlo V, in guerra contro il re di Francia Francesco I per il possesso del Ducato di Milano, nel 1524 assediò Marsiglia. In previsione dell'assedio le difese della città furono rafforzate eliminando diverse costruzioni situate all'esterno delle mura, tra le quali era anche il convento domenicano.
Finito l'assedio, i religiosi ricostruirono all'interno delle mura il convento, poi distrutto nel 1891 per l'erezione del Palazzo delle poste, e una chiesa. La prima pietra della chiesa venne posta il 31 dicembre del 1526 da Bernardin de Baux, commendatore dell'Ordine dell'ospedale di San Giovanni di Gerusalemme e generale delle galere del re Francesco I, che aveva partecipato alla difesa della città. Per la costruzione della chiesa furono fatte offerte anche dalla confraternita dei notai, ma i lavori durarono per molti anni. La chiesa fu consacrata dal vescovo di Fréjus, Barthélémy Camelin, il 18 maggio del 1619.
La facciata venne realizzata nel 1739 in stile barocco dall'architetto Joseph Gérard e dallo scultore Antoine Duparc. Interessata dai lavori di demolizione per l'apertura della nuova via de la République, per risparmiare sui necessari lavori di consolidamento, fu parzialmente demolita nel 1926.

## Descrizione
La facciata è articolata da coppie di colonne doriche che inquadrano il portale centrale e due nicchie con statue. Al piano superiore si conservano il finestrone centrale con una balaustra curvilinea, fiancheggiati dalle statue dei due papi domenicani, Pio V e Benedetto XI, scolpite da Antoine Duparc. Nel 1926 fu eliminato il frontone che sormontava la parte centrale della chiesa, con il bassorilievo dell'Annunciazione del Duparc.

### Interno

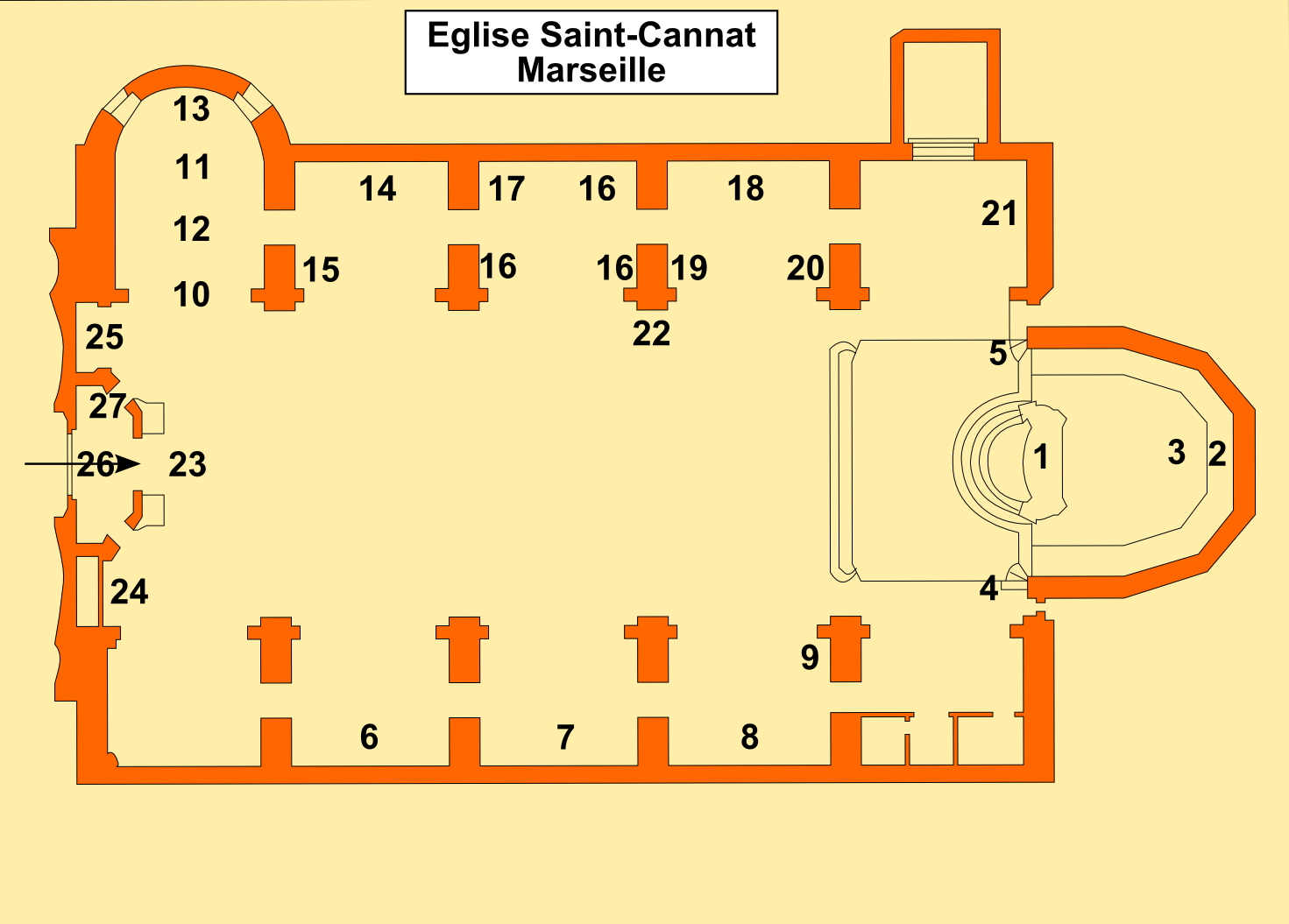
Schema planimetrico della chiesa di San Cannato

L'interno comprende un'unica navata, in stile gotico tardo, a cinque campate, con profonda abside sul fondo che ospita il coro. Ai lati si aprono su ogni campata delle cappelle laterali.
La chiesa ospita alcune opere classificate come monumento storico francese:
- Altar maggiore con baldacchino, in marmo policromo e in legno, con le parti scolpite in marmo attribuite alla scuola dello scultore Puget[5] (n.1 nella pianta).
- Grande dipinto a olio su tela di Nostra Signora della Pace, alle spalle dell'altar maggiore, opera del 1740 del pittore Pierre Bernard[6] (n.2 nella pianta).
- Pulpito in legno di noce sul lato sinistro della navata, scolpito tra il 1689 e il 1691 dallo scultore Albert Duparc[7], con angioletti che sostengono il leggio[8] (n.22 nella pianta).
- Grande organo della tribuna, sulla controfacciata, sopra la porta, opera del frate domenicano Jean-Esprit Isnard del 1746, con rivestimento in legno scolpito e intagliato datato al 1740-1747[9] (n.26 nella pianta) e parapetto in ferro battuto dorato e dipinto[10] (n.27 nella pianta).

Nella prima cappella a sinistra, che a differenza delle altre ha il fondo absidato, si trova il fonte battesimale in marmo bianco (n.11 sulla pianta) e un dipinto su tela con il Battesimo di Cristo attribuito al pittore Pierre Parrocel (n.13 nella pianta). La cappella è chiusa da una cancellata settecentesca in ferro battuto, probabilmente reimpiegata da una diversa precedente collocazione (n.10 nella pianta).
Nella seconda cappella a sinistra si trova un altare in marmo bianco che ospita una scultura del Cristo giacente (n.14 nella pianta) e di lato il dipinto della Visione di san Benedetto del pittore Jean-Baptiste de Faudran (1611-1669) (n.15 sulla pianta).
Nella terza cappella a sinistra si trasferì dopo la Restaurazione la confraternita dei notai, che in precedenza aveva avuto sede nella chiesa di Notre-Dame-des-Accoules, demolita nel 1794. La "cappella dei notai" conserva i resti del rivestimento in legno intagliato (n.16 nella pianta) e il dipinto a olio su tela della Purificazione della Vergine, opera del pittore Michel Serre (n.17 nella pianta).
La quarta cappella a sinistra ospita un dipinto con la Morte di san Giuseppe (n.18 nella pianta).
A sinistra del coro si trova l'altare di San Cannato (n.21 nella pianta).
La seconda cappella a destra ospita un dipinto della Vergine con il Bambino e san Domenico di Bronzet (n.6 nella pianta)
Nella terza cappella a destra è ospitato il dipinto a olio su tela con il Purgatorio, anch'esso opera del pittore Michel Serre (n.7 nella pianta).
Nella quarta cappella a destra si trova il dipinto con la Visione di san Pio V (n.8 in pianta) e statua di Santa Teresa di Lisieux dello scultore François Carli (n.9 in pianta).

## Galleria d'immagini

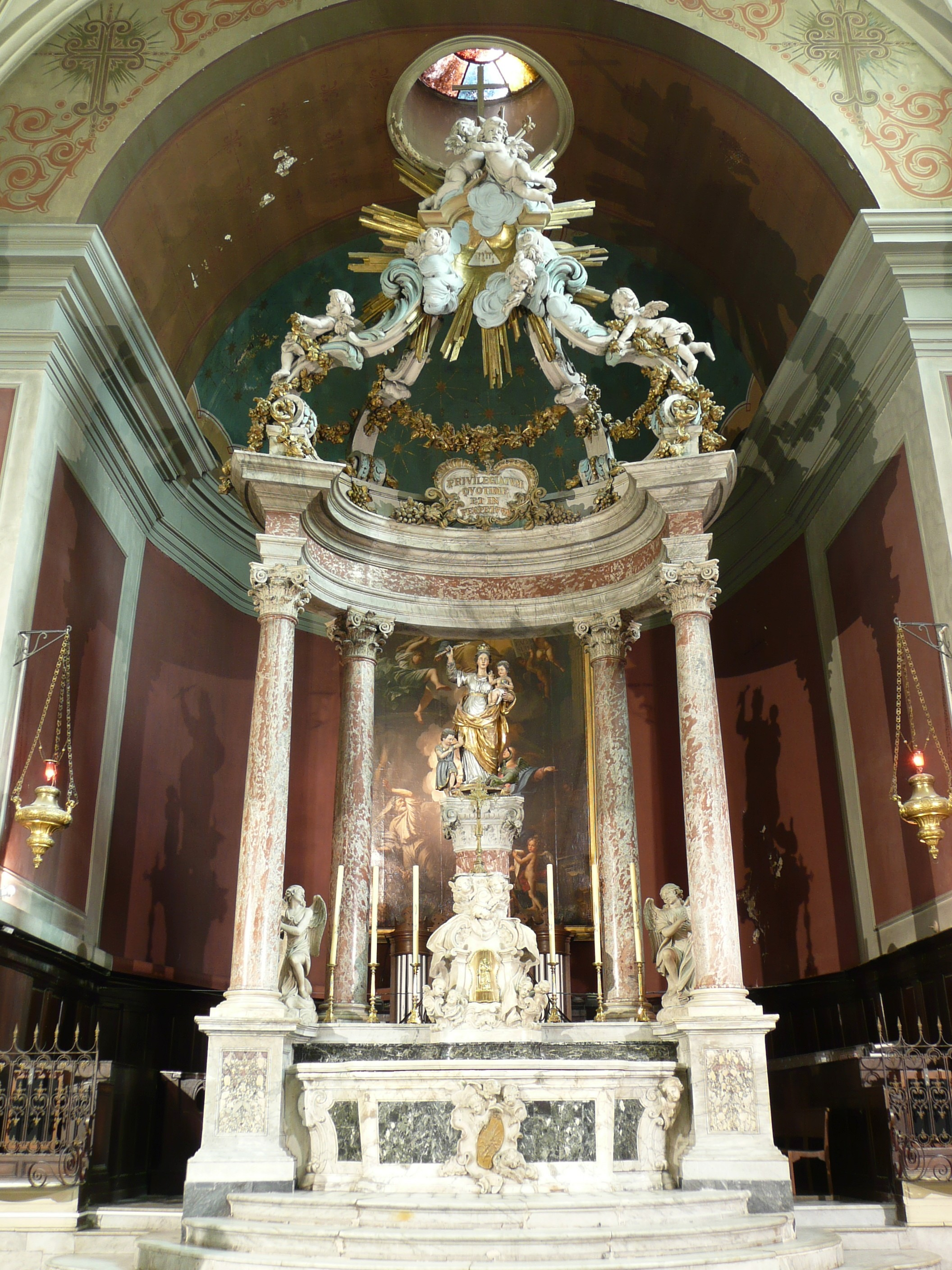
Altar maggiore
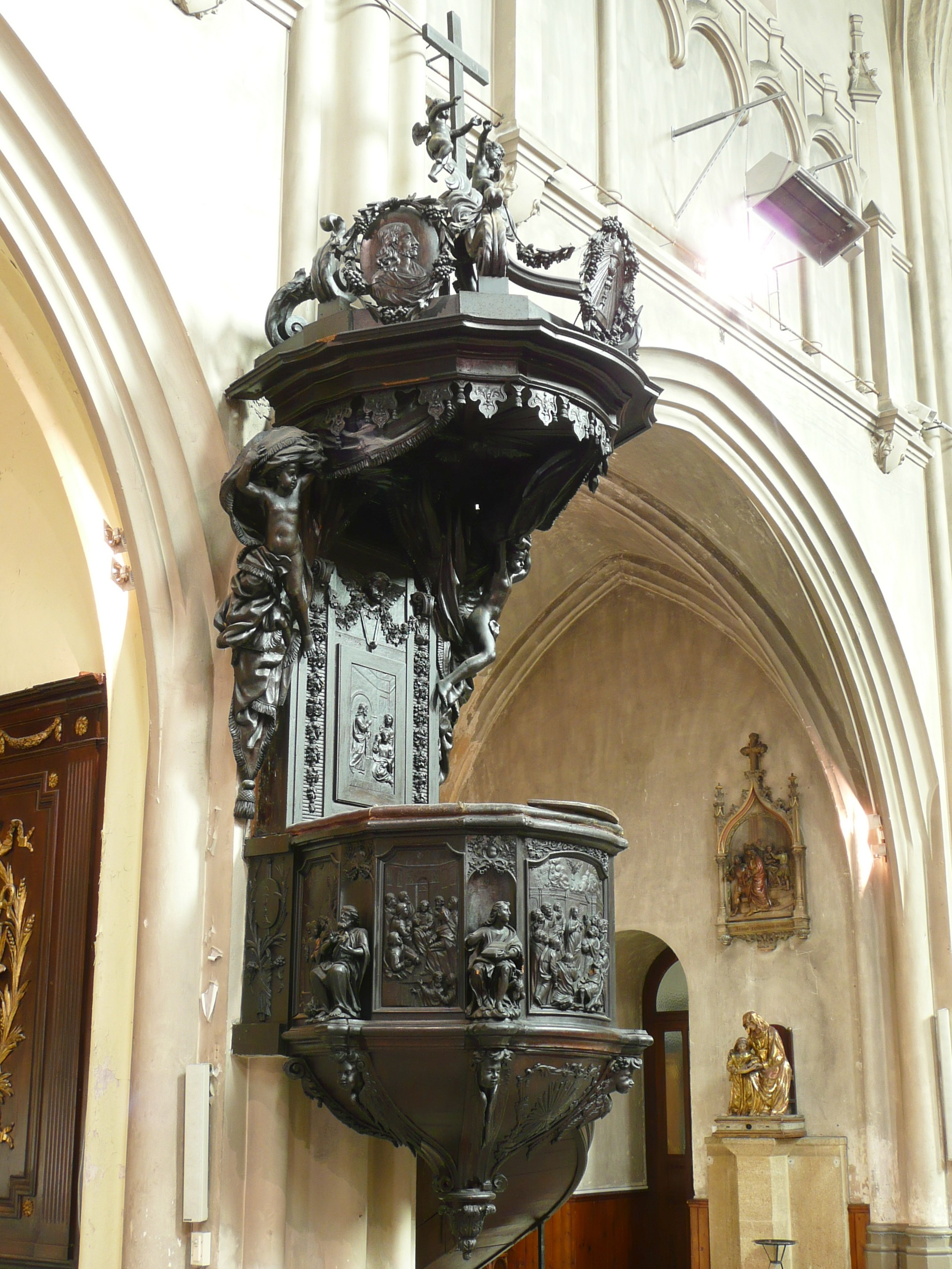
Pulpito
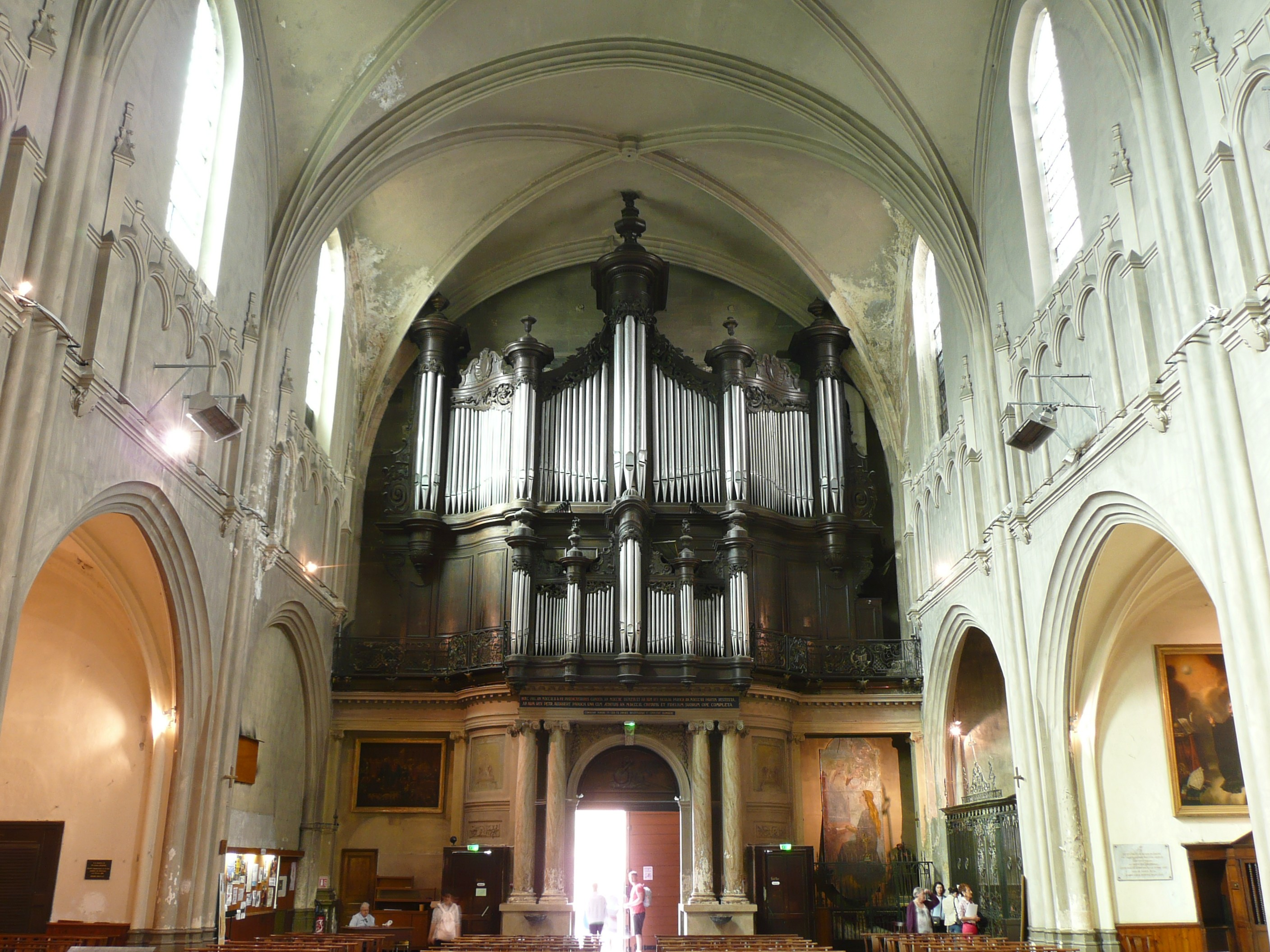
Grande organo della tribuna
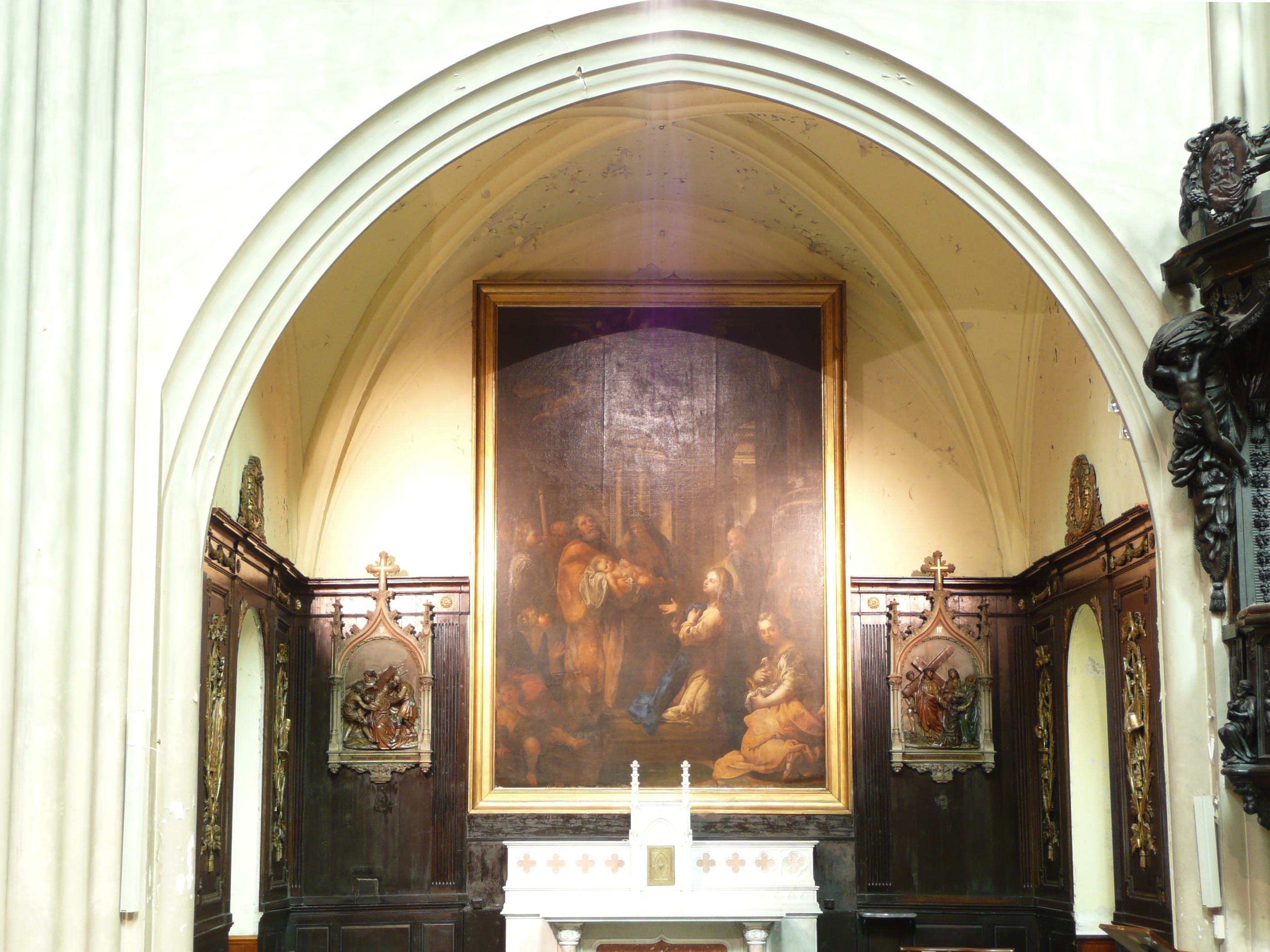
"Cappella dei notai" e dipinto di Michel Serre con Purificazione della Vergine
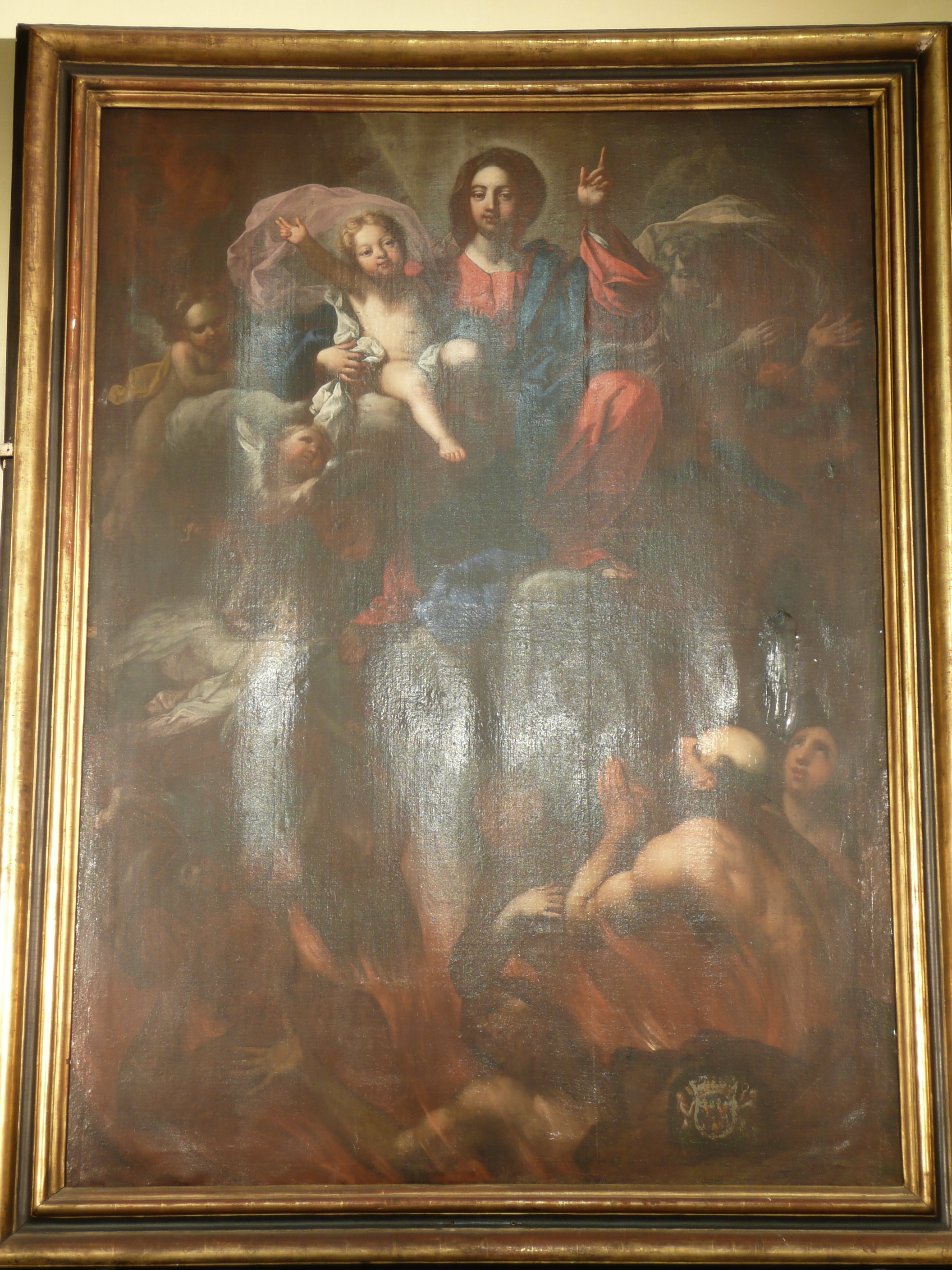
Dipinto di Michel Serre con Purgatorio